# Subprefectura de Kamikawa
La subprefectura de Kamikawa (上川総合振興局 Kamikawa-sōgō-shinkō-kyoku) és una subprefectura d'Hokkaido. La seua capital és la ciutat d'Asahikawa, la segona ciutat en població d'Hokkaido. Es troba al bell mig de l'illa.

## Ciutats
- Asahikawa
- Furano
- Nayoro
- Shibetsu

## Viles
- Aibetsu
- Biei
- Higashikagura
- Higashikawa
- Kamikawa
- Pippu
- Takasu
- Tōma
- Kenbuchi
- Shimokawa
- Wassamu
- Bifuka
- Nakagawa
- Kamifurano
- Minamifurano
- Nakafurano
- Horokanai

### Pobles
- Otoineppu
- Shimukappu

## Història
La subprefectura va ser fundada l'any 1897, tot i que el territori ja estava poblat oficialment des de 1867. Abans d'això, ja es té constància de la presència d'indígenes ainus.